# Bộ Mực nang
Bộ Mực nang (danh pháp hai phần: Sepiida) là một bộ động vật nhuyễn thể thuộc lớp Cephalopoda (trong đó cũng bao gồm mực ống, bạch tuộc và ốc anh vũ).
Mực nang có một lớp vỏ bên lớn, đồng tử hình chữ W, tám vòi và 2 xúc tu có các miệng hút có răng cưa để giữ chặt con mồi của chúng. Mực nang có kích thước từ 15 cm (5.9 inch) đến 25 cm (9,8 inch), với loài lớn nhất, Sepia apama, có áo đạt chiều dài 50 cm (20 inch) và nặng hơn 10,5 kg.
Mực nang ăn động vật thân mềm nhỏ, cua, tôm, cá, bạch tuộc, giun và mực nang khác. Động vật ăn thịt mực nang bao gồm cá heo, cá mập, cá, hải cẩu, chim biển và mực nang khác. Tuổi thọ của chúng là khoảng 1-2 năm. Những nghiên cứu gần đây chỉ ra rằng mực nang là một trong những động vật không xương sống thông minh nhất. Mực nang cũng có tỷ lệ kích thước não so với cơ thể thuộc dạng lớn nhất trong số tất cả các động vật không xương sống.